# Never There
Never There - singiel zespołu Cake, pierwszy singiel promujący album Prolonging the Magic wydany w roku 1999. Często uznawany za najlepszą piosenkę zespołu. Piosenka utrzymała się trzy tygodnie na pierwszym miejscu Modern Rock Tracks. 
Teledysk do utworu przedstawia członka zespołu Cake grającego i przedstawiającego utwór w stylu Dzikiego Zachodu.

## Spis utworów
1. "Never There" - 2:44
2. "Cool Blue Reason" - 3:27
3. "Half As Much"